# Strada Statale 8
Die Strada Statale 8 (SS8) ist eine italienische Staatsstraße, die 1928 zwischen Rom und dem Hafen von Ostia festgelegt wurde. Sie geht auf keine der 1923 festgelegten Strada nazionale zurück. Wegen ihrer Führung auf der alten römischen Straße erhielt sie damals den namentlichen Titel "Via Ostiense". Heute ist die Staatsstraße zu einer Provinizalsstraße abgestuft. Auf fast kompletter Länge verläuft eine zweite Straße parallel die den Titel "Via del Mare" trägt. Dabei trägt die Via Ostiense die Nummer SP8bis, was sie damit quasi zu einem Seitenast der SP8 macht die den Titel Via del Mare trägt. 